# ثيودور سترونج
ثيودور سترونج (بالإنجليزية: Theodore Strong)‏ هو رياضياتي أمريكي، ولد في 26 يوليو 1790 في South Hadley, Massachusetts ‏ في الولايات المتحدة، وتوفي في 1 فبراير 1869.